# Тигриня
Тигриня (ትግርኛ, tigriñā) е семитски език, говорен от около 5 100 000 души в Етиопия, Еритрея.